# Merja

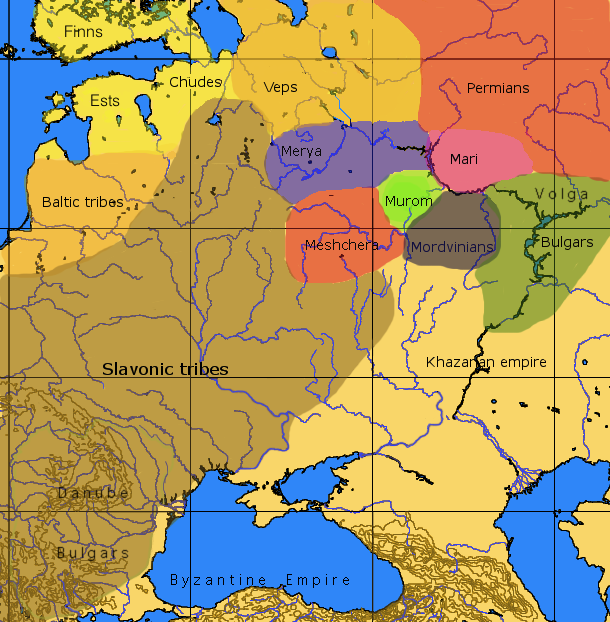
Mapa území kmenů a národů v evropské části dnešního Ruska okolo roku 800. Území Merjů je vybarveno fialově.

Merja či merjanština je vymřelý ugrofinský jazyk z uralské jazykové rodiny. Hovořili jím lidé z národu Merja, kteří obývali území dnešní Jaroslavské oblasti v Rusku, severovýchodně od Moskvy. Zanikl zřejmě okolo roku 1000 n. l.,, nejpozději však do 14. století, tedy v době, kdy se Merjané asimilovali se Slovany. O tomto jazyce je známo jen velmi málo, s výjimkou několika lexikálních a toponymických informací označujících pravděpodobný původ jazyka. Nejbližší tomuto jazyku je marijština.
Merjané jsou hlavními postavami ruského lyrického filmu Ztichlé duše (rusky Ovsjanki) režiséra Alexeje Fedorčenka. Jde však o mystifikaci snad sloužící filmové alegorii vyzdvihnout na obecnou rovinu problematiku loučení se s blízkým člověkem.